# Nicodim Munteanu

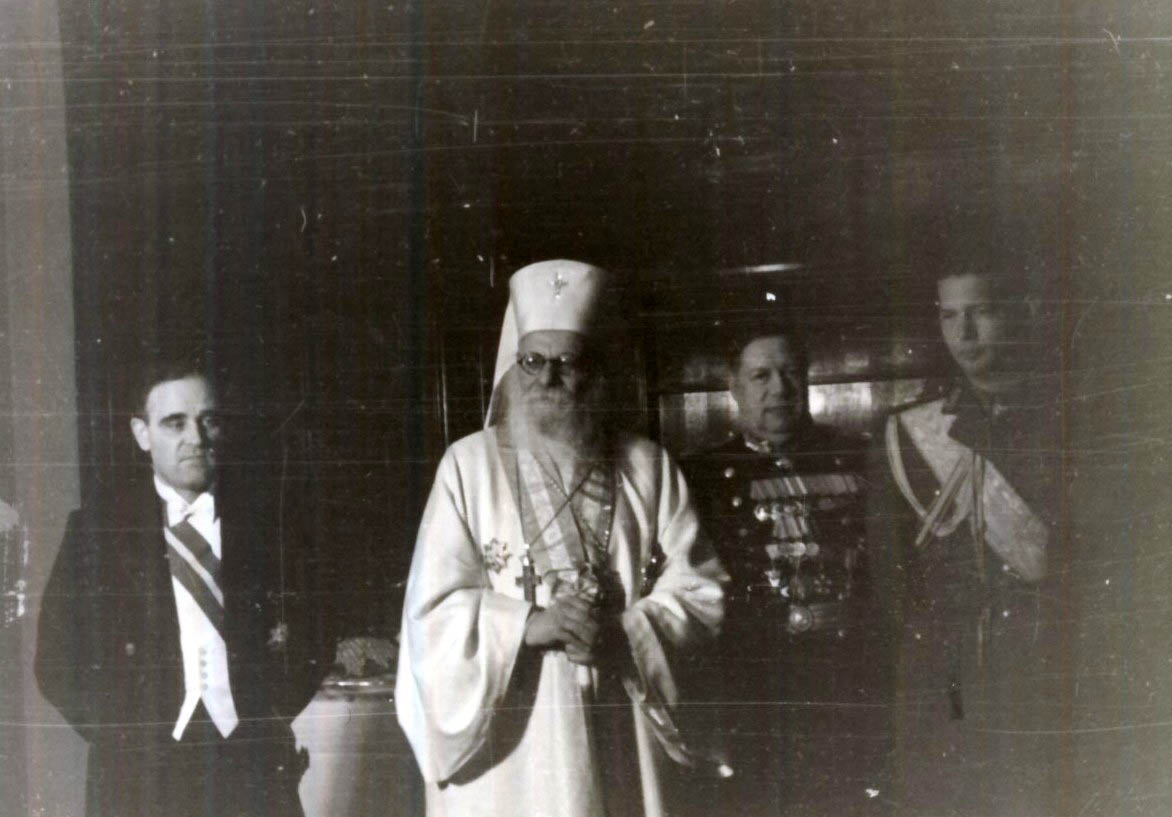
Nicodim Munteanu

Nicodim Munteanu (Pipirig (Neamț), 6 december 1864 - Boekarest, 27 februari 1948) was een Roemeens-orthodox geestelijke en van 30 juni 1939 tot 27 februari 1948 de tweede patriarch van de Roemeens-orthodoxe Kerk. 
Hij studeerde theologie in Rusland. In 1894 legde hij zijn geloften af en werd kloosterling. In 1895 promoveerde hij tot doctor in the theologie. Later was hij directeur van een seminarie en in 1918 verkreeg hij een eredoctoraat. In 1935 werd hij metropoliet van Moldavië. 
Op 6 maart 1939 overleed patriarch Miron Cristea. Op 30 juni 1939 werd Nicodim Munteanu tot zijn opvolger gekozen. Hij nam de naam patriarch Nicodim I aan. Nicodim I's patriarchaat werd overschaduwd door de Tweede Wereldoorlog (1940-1945) en de overgang van het Koninkrijk Roemenië naar de communistische Volksrepubliek Roemenië. Nicodim I stond bekend als monarchistisch en anticommunistisch. Na zijn overlijden op 27 februari 1948, werd een meer procommunistische opvolger, Justinian Marina, gekozen.
Miron · Nicodim · Justinian · Justin · Teoctist · Daniel